# 전갑길
전갑길(全甲吉, 1957년 10월 10일 ~ )은 대한민국의 정치인이다. 제16대 국회의원이자 제13대 광주광역시 광산구청장이다. 본관은 천안이며, 전라남도 광산군 출신이다. 호는 하남(河南)이다.

## 생애
이임식 이후에 뇌물수수 혐의로 법정싸움을 계속하다가, 2012년 12월 5일, 징역 1년에 집행유예 2년이 선고되었다. 그 뒤 2013년 10월 31일 항소심에서도 집행유예를 선고받았다.
종교는 개신교이다. 

## 학력
- 광산군 하남국민학교(1970년)
- 송정중학교(1973년)
- 광주농업고등학교(1976년)
- 조선대학교 졸업(1985년)
- 조선대학교 정치외교학과 정치학 석사(1996년)
- 조선대학교 정치외교학과 정치학 박사(1999년)
- 성균관대학교 경제학과 졸업(2002년)
- 방송통신대학교 중어중문학과 재학 중

## 경력
- 2006년 7월 1일 ~ 2010년 2월 18일: 제13대 광주 광산구청장(민선, 민주당, 전라도 광주의 최연소 기초단체장)[3]
- 제16대 국회의원(새천년민주당)
- 김대중총재 비서
- 광주광역시의회 1·2·3대 의원(운영위원장·부의장)
- 국회 윤리위원회 위원
- 국회 예산결산·정치개혁특위 위원
- 새천년민주당 중앙당 조직·지방자치위원장
- 민주당 광주시당 위원장(직대)
- 연청중앙회 수석부회장
- 광주경실련 정치행정개혁특위부회장
- 민주화추진협의회(민추협)사무총장·부회장
- 광주여자대학교 객원교수
- 동신대·광주대·호남대 겸임교수
- 조선대학교 총동창회 부회장

## 수상
- 1995년: 대통령 표창 수상(통일문제부문)
- 1995년: 풀뿌리민주의원대상(전남매일)
- 1997년: 1997 전국광역의원 베스트15 선정(한국의정홍보연구원)
- 2000년: 국정감사 우수국회의원상(법률연맹국감모니터단)
- 2003년: 한국유권자운동연합 선정 의정활동 최우수의원

## 저서
- 지방자치와 함께 미래를 연다(2000년,세종출판사)
- 비전 광주21세기를 말한다(2000년,세종출판사)
- 속 밝히는 남자(2004년)

## 논문
- 1992년:지방자치 정착과 활성화 방안
- 1993년:한반도 통일문제와 주변4대 강국간의 역학관계(정치학석사 논문)
- 지방자치 발전을 위한 제도개선 방향
- 1994년:ISDN과 GIS구축에 입각한 행정정보공개제도와 옴브즈맨 제도에 관한 소고
- 1995년:지방의원의 자세와 역할
- 1996년:지방의회와 집행부간의 갈등해소 방안 연구
- 1997년:신국제질서와 국제외교
- 1998년:신국제 질서의 형성에 따른 한반도 통일환경에 관한 연구(정치학박사 논문)
- 한국 지방자치제도의 개선 방안
- 행정적 측면에서 본 지방인재 육성방안(한국정치학회보 제10집 호남정치학회)

## 역대 선거 결과
|  | 79.9% |

|  | 89.94% |

|  | 89.40% |

|  | 71.88% |

|  | 31.43% |

|  | 36.81% |

## 같이 보기
- 광산구 (선거구)
- 광주 광산구의 국회의원
- 광산구청장